# Résolution 18 du Conseil de sécurité des Nations unies
Membres permanents
- Chine
- États-Unis
- France
- Royaume-Uni
- URSS

Membres non permanents
- Australie
- Belgique
- Brésil
- Colombie
- Pologne
- Syrie

Résolution no 17 Résolution no 19
La résolution 18 est une résolution du Conseil de sécurité de l'ONU qui a été votée le 13 février 1947 et qui fait suite à la résolution 77 de l'Assemblée générale des Nations unies.
Elle demande :
- la mise en place les structures qui permettront d'avancer dans les objectifs de désarmement envisagés par l'assemblée générale des Nations unies,
- d'examiner le rapport de la commission de l'énergie atomique,
- de créer une commission des armements de type classique chargée de faire des propositions en vue de la mise en pratique de la politique de désarmement envisagée,
- au comité d'état-major de définir les principes régissant les forces armées des Nations unies.

## Texte
- Résolution 18 sur fr.wikisource.org
- Résolution 18 sur en.wikisource.org